# Laurence Tacou
Ne doit pas être confondu avec Constantin Tacou.
Laurence Ana Ioana Tâcu (dite aussi Laurence Tacou et Laurence Tacou-Rumney), née à Paris le 18 mars 1953, est une éditrice, journaliste et écrivaine française.

## Famille et études
Fille de Constantin Tacou, éditeur d'origine macédo-roumaine, et de Christiane Seguin, petite-fille de Louis Seguin, ingénieur et fondateur de la Société Gnôme & Rhône (lui-même petit-fils de Marc Seguin, neveu des frères Montgolfier et inventeur de la chaudière tubulaire et des ponts suspendus, Laurence Tâcu (Tacou) suit des études de droit option Sciences politiques à l'université Panthéon-Assas, des cours à l'École pratique des hautes études (EPHE), section des Sciences historiques et philologiques, ainsi qu'un cursus de langues tibétaine et mongole à l'Institut national des langues et civilisations orientales (INALCO).

## Carrière
Dès 1980, elle collabore régulièrement et dirige des rubriques à France-Soir, Le Monde, Vogue, Libération, Le Point, L'Événement du jeudi, dans les rubriques « littérature » et « politique étrangère ». En 1989, elle tient une chronique mensuelle dans Le Monde de la Révolution française et collabore à l’émission littéraire quotidienne C’est à lire sur TF1 et y produit des documentaires sur des écrivains. Elle est également journaliste-reporter pour les informations générales de TF1.
En 2001, elle reprend les éditions de l’Herne, et, depuis cette époque, continue de publier notamment la collection « Les Cahiers de L’Herne » consacrés, entre autres, à Claude Lévi-Strauss, Jacques Derrida, Paul Ricœur, René Girard, Michel Déon, Michel Serres, Patrick Modiano ou Michel Houellebecq. Elle crée la collection « Carnets» qui propose, notamment, des textes de Sagan, Girard, Gary, Cioran ainsi que la collection d’anthropologie, « Cahiers du LAS », sous le parrainage de Claude Lévi-Strauss, Françoise Héritier et Philippe Descola.
Elle est chevalier de la Légion d'honneur et chevalier des Arts et des Lettres.

## Vie privée
Laurence Tacou épouse Sandro Rumney, le fils de Ralph Rumney et de Pegeen Vail Guggenheim, d'où quatre enfants.

## Publications
- Cahier de L'Herne Simon Bolivar, dir.,  L'Herne, 1984.
- L’Amérique latine et la Révolution française, La Découverte, 1990.
- Peggy Guggenheim, Flammarion, 1993[4].
- Peggy Guggenheim, Rizzoli, 2002.
- Cahier de L'Herne Cioran (avec Vincent Piednoir), dir., L'Herne, 2009.
- Cahier deL'Herne Michel Déon, dir.,  L'Herne, 2009.